# Peter Terrin
Peter Terrin (Tielt, 3 oktober 1968) is een Vlaams schrijver. Hij studeerde aan de Universiteit Gent en won in 2010 de EU Literatuurprijs met zijn boek De bewaker.

## Schrijverscarrière
Terrins eerste bundel verscheen in 1998 en kreeg de naam De Code mee. In 2001 volgde zijn eerste roman, Kras. Hij werd twee keer genomineerd voor de AKO Literatuurprijs voor zijn roman Blanco en verhalenbundel De Bijeneters en won op 29 oktober 2012 deze prijs voor zijn roman Post Mortem. In 2010 werd zijn boek De bewaker ook genomineerd voor de Libris Literatuur Prijs. Mede voor zijn roman Post mortem werd hij genomineerd voor de Halewijnprijs 2012.
Op 19 oktober 2014 werd hij gehuldigd als ereburger van Wingene, de plaats waar hij opgroeide.

### Romans
- 2001 - Kras
- 2003 - Blanco
- 2004 - Vrouwen en kinderen eerst
- 2009 - De bewaker
- 2012 - Post mortem
- 2014 - Monte Carlo
- 2016 - Yucca
- 2018 - Patricia
- 2021 - Al het blauw - bekroond met de Confituurboekhandelsprijs 2022
- 2022 - De Gebeurtenis
- 2025 - Nog lang geen winter

### Andere verhalen
- 1998 - De Code
- 2006 - De Bijeneters
- 2011 - Voor de lieve vrede. Bibliofiele uitgave bij Tungsten